# 캄에어의 운항 노선
캄에어는 다음과 같은 노선을 운항 중이다.

## 운항 노선

### 아시아

#### 남아시아
- 아프가니스탄
  - 카불 - 카불 국제공항 허브
  - 헤라트 - 헤라트 국제공항
  - 칸다하르 - 칸다하르 국제공항
  - 마자르이샤리프 - 마자르이샤리프 국제공항
  - 파이자바드 - 파이자바드 공항
  - 카린코트 - 카린코트 공항
  - 자란즈 - 자란즈 공항
- 인도
  - 델리 - 인디라 간디 국제공항
- 파키스탄
  - 이슬라마바드 - 이슬라마바드 국제공항

#### 중앙아시아
- 카자흐스탄
  - 알마티 - 알마티 국제공항
- 타지키스탄
  - 두샨베 - 두샨베 국제공항
- 우즈베키스탄
  - 타슈켄트 - 이슬람 카리모프 타슈켄트 국제공항

#### 서남아시아
- 쿠웨이트
  - 쿠웨이트시티 - 쿠웨이트 국제공항
- 아랍에미리트
  - 두바이 - 두바이 국제공항

### 유럽

#### 남유럽
- 튀르키예
  - 앙카라 - 에센보아 국제공항
  - 이스탄불 - 이스탄불 공항